# San Nicolao (Francia)
San Nicolao (in francese San-Nicolao, in corso Santu Niculaiu di Moriani) è un comune francese di 1 652 abitanti situato nel dipartimento dell'Alta Corsica nella regione della Corsica.

## Società

### Evoluzione demografica
Abitanti censiti